# 巴諾夫齊
巴諾夫齐是克罗地亚東部靠近塞尔维亚边界的一個村庄。該村庄距離贝尔格莱德（塞尔维亚）72英里，距離萨拉热窝（波黑）98英里，距離萨格勒布（克罗地亚）155英里，距離布达佩斯（匈牙利）160英里。居民约500人，大部分自認為塞尔维亚东正教教徒。
在二战期間抵抗纳粹的南斯拉夫民族英雄斯洛博丹·巴吉克·帕賈，便是出生在這座村莊。在那次战争中，哈罗德·亚历山大元帥曾访问此地，以表扬當地軍民奮勇战斗的精神。

## 圖集

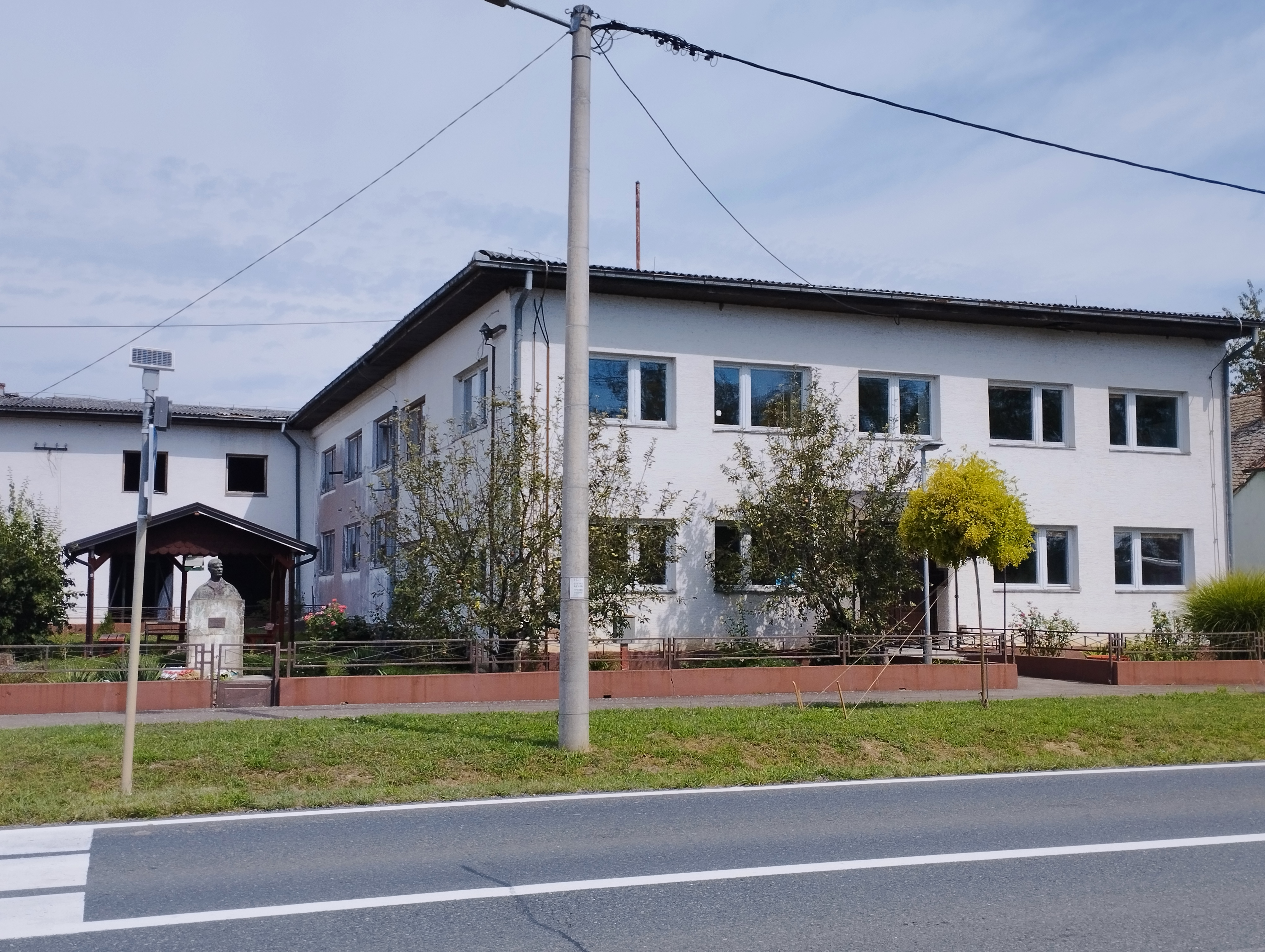
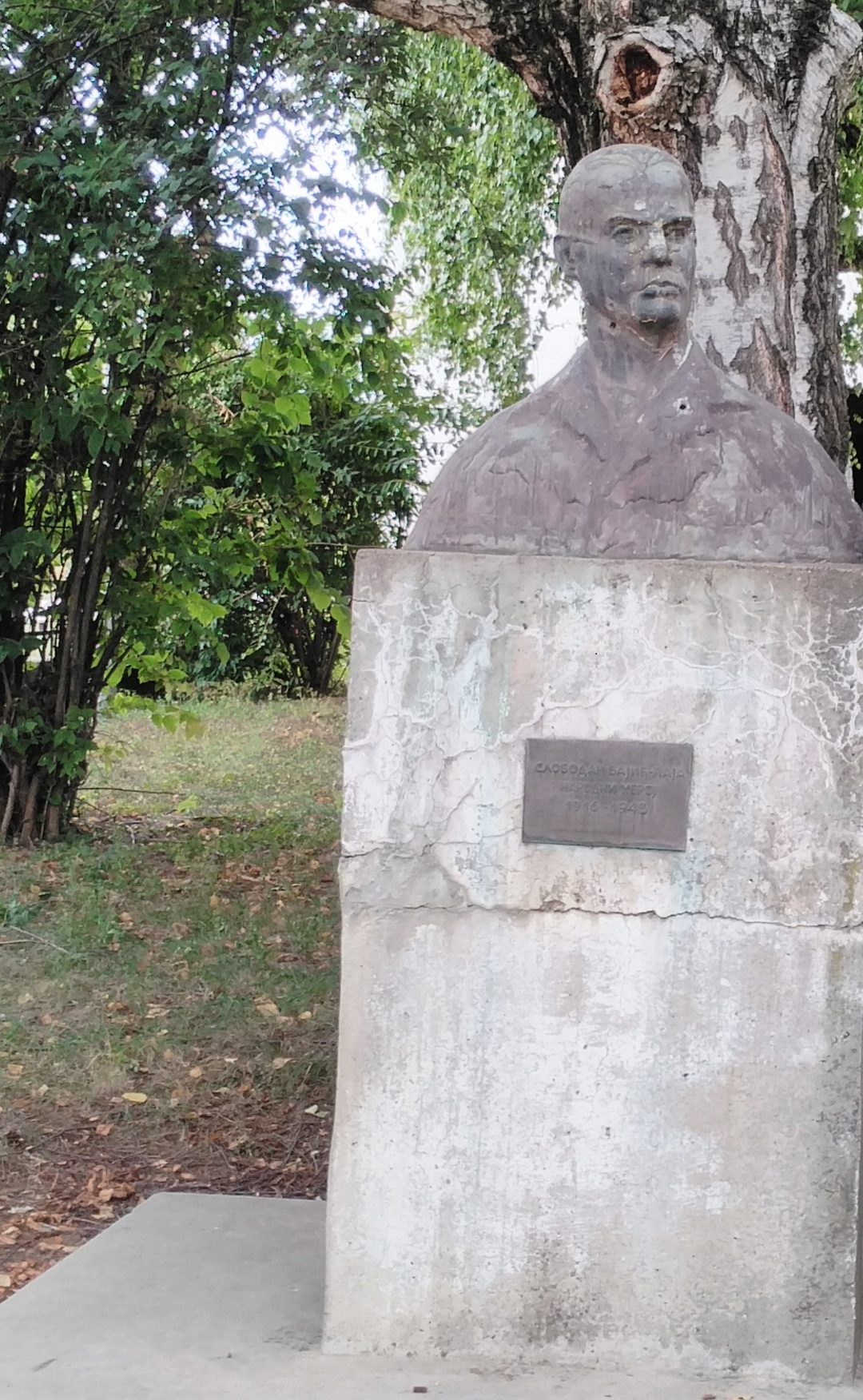
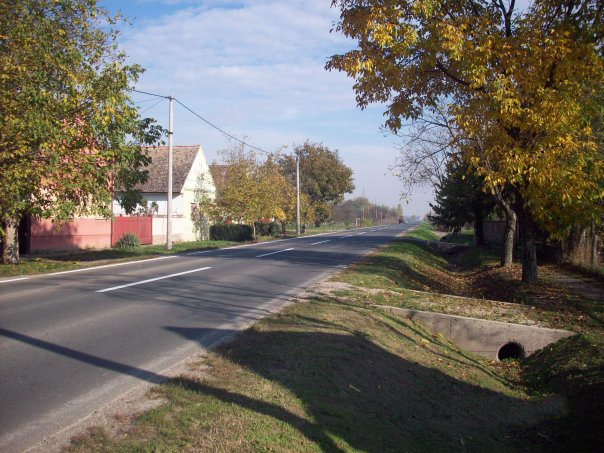
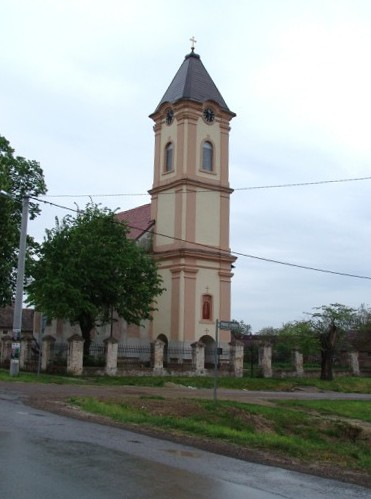